# Golfo de Achacachi
El golfo de Achacachi es un accidente geográfico del lago Titicaca, pertenece enteramente al  departamento de La Paz, en Bolivia. Se encuentra en las coordenadas 15°58′58″S 68°49′09″O / -15.98278, -68.81917, al noreste del estrecho de Tiquina y al este de la isla de la Luna, recibe el nombre de la población de Achacachi.
El golfo baña a la cordillera de Muñecas, tiene una longitud de 10,80 millas (20 km) de este a oeste y 9,20 millas náuticas (16 km) en sentido norte - sur y una boca de entrada de 6,3 millas (12 km).